# Niilo Jääskinen
Niilo Jääskinen (* 16. September 1958 in Mikkeli) ist ein finnischer Jurist und Richter am Europäischen Gerichtshof.

## Leben und Wirken
Jääskinen absolvierte ein Studium der Rechtswissenschaften an der Universität Helsinki, das er endgültig 1982 abschloss. Anschließend war er dort als Lehrbeauftragter tätig. Ab 1983 arbeitete er ein Jahr lang als Referent und Richter auf Zeit am erstinstanzlichen Gericht von Rovaniemi. 1987 wechselte er in das finnische Justizministerium, wo er zunächst Rechtsberater und von 1990 bis 1995 dann Leiter der Abteilung für Europarecht wurde. Gleichzeitig dazu war er von 1989 bis 1990 Rechtsberater im finnischen Außenministerium. In diesen beiden ministerialen Funktionen war Jääskinen an den Verhandlungen über den Beitritt Finnlands zur Europäischen Union teil, der 1995 schließlich vollzogen wurde. Anschließend war er bis 2000 als Berater und Sekretär für europäische Angelegenheiten beim Großen Ausschuss des finnischen Parlaments tätig. 2000 kehrte er in den finnischen Justizdienst zurück und war zunächst bis 2002 erneut Richter auf Zeit. 2003 wechselte er als Richter an das oberste finnische Verwaltungsgericht. 2008 wurde er von der rechtswissenschaftlichen Fakultät der Universität Helsinki zum Dr. iur. promoviert.
2009 verließ Jääskinen die finnische Justiz zunächst und wurde zum Generalanwalt am Europäischen Gerichtshof ernannt. Nach Ende dieser Amtszeit kehrte er 2015 zunächst nach Finnland zurück und war erneut bis 2019 Richter am obersten Verwaltungsgericht. Von 2018 bis 2019 war er dessen Vizepräsident. Am 7. Oktober 2019 wurde er zum Richter am Europäischen Gerichtshof ernannt.

## Ehrungen
- 2000: Ritter I. Klasse des Ordens des Löwen von Finnland
- 2008: Kommandeurskreuz des Finnischen Ordens der Weißen Rose
- 2018: Verdienstmedaille für 30 Jahre im Dienst des Staates
- 2019: Kommandeurskreuz I. Klasse des Finnischen Ordens der Weißen Rose